# 坂本佳栄子
坂本 佳栄子（さかもと かえこ、Kaeko Sakamoto）は、アメリカ合衆国で活動する日本人キャスティング・ディレクター、プロデューサー、音響監督、声優、ラジオパーソナリティ。広島県出身。バングズーム! エンタテイメント取締役副社長。ノートルダム清心中学校・高等学校、日本大学芸術学部放送学科卒業。

## 概要
広島県でラジオDJとして活動。日本大学を経てアメリカ合衆国に渡る。1993年にエリック・P・シャーマンと共同でバングズーム! エンタテイメントを設立し、主に日本のアニメ作品の英語版の制作を手がけている。

### 受賞
- アニメエキスポ2008 インダストリーアワード：キャスティング・ディクレター賞（涼宮ハルヒの憂鬱）[3][2]

## 参加作品
特記のないものに限り、プロデューサー兼キャスティング・ディレクターとしての参加。

### テレビアニメ（スタッフ）
1999年
- 魔法騎士レイアース（共同プロデューサー、ミュージック・スーパーバイザー）

2000年
- アークザラッド（共同プロデューサー）
- るろうに剣心 -明治剣客浪漫譚-（共同プロデューサー、音声演出※第25、26話を除く）

2001年
- 機動戦士ガンダム（音楽編集コンサルタント）
- Night Walker -真夜中の探偵-（ADRプロデューサー）

2002年
- X - エックス -（共同プロデューサー）
- 鉄コミュニケイション（共同プロデューサー）
- コスモウォーリアー零（共同プロデューサー）
- SAMURAI GIRL リアルバウトハイスクール（共同プロデューサー）
- バビル2世（共同プロデューサー）
- ヴァンドレッド（プロデューサー）
- ヴァンドレッド the second stage（プロデューサー）

2003年
- 藍より青し（プロデューサー、ADRディレクター）
- アルジェントソーマ（共同プロデューサー）
- Witch Hunter ROBIN（プロデューサー）
- おねがい☆ティーチャー（プロデューサー）
- 臣士魔法劇場 リスキー☆セフティ（プロデューサー）
- ガンフロンティア（共同プロデューサー）
- 十二国記
- スクライド
- ちょびっツ（プロデューサー）
- フィギュア17 つばさ&ヒカル（共同プロデューサー）
- 炎の蜃気楼（プロデューサー）
- まほろまてぃっく（プロデューサー）
- まほろまてぃっく〜もっと美しいもの〜（プロデューサー）
- LAST EXILE（プロデューサー）
- ラブひな クリスマススペシャル 〜サイレント・イヴ〜（共同プロデューサー）
- ラブひな 春スペシャル 〜キミ サクラチルナカレ!!〜（共同プロデューサー）
- 陸上防衛隊まおちゃん（プロデューサー）
- ワイルドアームズ トワイライトヴェノム（共同プロデューサー）

2004年
- 藍より青し〜縁〜（プロデューサー、ADRディレクター）
- 宇宙のステルヴィア
- おねがい☆ツインズ（プロデューサー）
- GAD GUARD
- ガングレイヴ
- 真月譚 月姫
- SPACE PIRATE CAPTAIN HERLOCK（プロデューサー）
- BURN-UP SCRAMBLE
- Heat Guy-J（プロデューサー）
- まほろまてぃっく夏のTVスペシャル「えっちなのはいけないと思います!」（プロデューサー）

2005年
- IGPX
- OVERMANキングゲイナー
- お伽草子
- 巌窟王
- 絢爛舞踏祭 ザ・マーズ・デイブレイク
- 最遊記RELOAD
- サムライチャンプルー
- スクラップド・プリンセス
- 蒼穹のファフナー
- 天上天下
- 花右京メイド隊 La Verite
- プラネテス

2006年
- 神無月の巫女
- 交響詩篇エウレカセブン
- 最遊記RELOAD GUNLOCK
- ジャングルはいつもハレのちグゥ
- Paradise Kiss
- ハローキティのスタンプヴィレッジ（キャスティング・ディレクター）
- Fate/stay night

2007年
- 涼宮ハルヒの憂鬱
- TOKKO 特公（プロデューサー）
- ひぐらしのなく頃に
- ローゼンメイデン
- ローゼンメイデン トロイメント

2008年
- 精霊の守り人
- 天元突破グレンラガン
- 天保異聞 妖奇士
- 魔法少女隊アルス
- らき☆すた

2009年
- 無限の住人（プロデューサー）

2010年
- 涼宮ハルヒの憂鬱（2009年版）
- ヴァンパイア騎士（プロデューサー）

2011年
- けいおん
- 侵略!イカ娘
- デュラララ!!
- ぬらりひょんの孫
- ヴァンパイア騎士 Guilty（プロデューサー）
- ローゼンメイデン オーベルテューレ

2012年
- けいおん!!

2013年
- ソードアート・オンライン（プロデューサー）
- Fate/Zero

2014年
- COPPELION（プロダクション・スーパーバイザー）
- ジョジョの奇妙な冒険（プロダクション・スーパーバイザー）
- ソードアート・オンライン Extra Edition（プロダクション・スーパーバイザー）
- とらドラ!（プロダクション・スーパーバイザー）
- ドラえもん（2005年版）（プロダクション&キャスティング・スーパーバイザー）
- ブラッドラッド（プロデューサー）
- マギ The labyrinth of magic（プロデューサー）

2015年
- 凪のあすから（プロダクション・スーパーバイザー）
- マギ The kingdom of magic（プロデューサー）
- 結城友奈は勇者である（プロダクション・スーパーバイザー）

2016年
- HUNTER×HUNTER（第2作）（プロダクション・スーパーバイザー）
- ラブライブ!（プロダクション・スーパーバイザー）

### 劇場アニメ（スタッフ）
2002年
- ガンドレス（共同プロデューサー）

2003年
- カードキャプターさくら 封印されたカード（プロデューサー、キャスティング・ディレクター、ADRディレクター）
- ケロちゃんにおまかせ!（プロデューサー、ADRディレクター）
- サクラ大戦 活動写真（プロデューサー、ADRディレクター）

2004年
- エクスドライバー the Movie
- 機動戦士ガンダムF91（プロデューサー）

2010年
- 涼宮ハルヒの消失（プロデューサー）

2011年
- 鉄拳 ブラッド・ベンジェンス
- 秒速5センチメートル（キャンスティング・ディレクター）※バンダイ・エンタテイメント版
- REDLINE（プロデューサー）

2012年
- Fate/stay night UNLIMITED BLADE WORKS
- バイオハザード ダムネーション（モーションキャプチャー・プロデューサー）

2013年
- 映画けいおん!（プロデューサー）
- バイオハザード ダムネーション（モーションキャプチャー・プロデューサー）

2014年
- ジョバンニの島（プロデューサー）
- Dive Olly Dive and the Pirate Treasure（プロデューサー）
- 劇場版 魔法少女まどか☆マギカ [前編] 始まりの物語（プロデューサー）
- 劇場版 魔法少女まどか☆マギカ [後編] 永遠の物語（プロデューサー）

2015年
- ジョバンニの島（プロデューサー）
- 劇場版 魔法少女まどか☆マギカ [新編] 反逆の物語（プロデューサー）

### OVA（スタッフ）
1999年
- 機動戦士ガンダム0080 ポケットの中の戦争（音楽編集コンサルティング）
- Ninja者（共同プロデューサー）
- FAKE（共同プロデューサー）

2000年
- 覚悟のススメ（共同プロデューサー）
- ジャングルDEいこう!（共同プロデューサー）
- 超獣伝説ゲシュタルト（プロデューサー）

2001年
- 快刀乱麻 THE ANIMATION（ボイス・ポストプロダクション・スーパーバイザー）
- からくりの君（ボイス・ポストプロダクション・スーパーバイザー）

2002年
- イース（共同プロデューサー）
- エクスドライバー（プロデューサー）

2003年
- アイドルプロジェクト（共同プロデューサー）
- イース 天空の神殿〜アドル・クリスティンの冒険〜（共同プロデューサー）
- ラブひな Again（共同プロデューサー）

2004年
- I'll/CKBC
- ここはグリーン・ウッド（キャンスティング・ディレクター）※メディアブラスター版
- サブマリン707R
- ちびっツ（プロデューサー）
- 八雲立つ

2005年
- コゼットの肖像
- 新ゲッターロボ
- 炎の蜃気楼〜みなぎわの反逆者〜（キャンスティング・ディレクター）

2006年
- 鴉 -KARAS-

2007年
- ジャングルはいつもハレのちグゥ デラックス
- テイルズ オブ ファンタジア THE ANIMATION

2008年
- KITE LIBERATOR
- ストレイト・ジャケット
- 天保異聞 妖奇士 奇士神曲

### Webアニメ（スタッフ）
2007年
- FLAG

2011年
- 涼宮ハルヒちゃんの憂鬱
- にょろーん ちゅるやさん

2014年
- スシニンジャ（プロダクション・スーパーバイザー）

### 吹き替え（スタッフ）
- 1998年
- Zero WOMAN II 警視庁0課の女（共同プロデューサー）

1999年
- 魔界転生（共同プロデューサー、翻訳）

2001年
- 魔界転生 THE ARMAGEDDON 魔道変（プロデューサー、台本）

2002年
- Zero WOMAN III 警視庁0課の女

2004年
- ALIVE

2005年
- スカイハイ 劇場版
- 着信アリ

2006年
- デス・トランス（プロデューサー）

2009年
- 東京ゾンビ

### ゲーム（スタッフ）
2006年
- サムライチャンプルー HIPHOPサムライアクション（キャスティング・ディレクター）

2007年
- .hack//G.U. Vol.2//Reminisce（キャスティング・ディレクター）

2010年
- ゴッドイーターバースト（ボイスプロデューサー）
- 魔人と失われた王国（ボイスプロデューサー）

### ドキュメンタリー（スタッフ）
- アドベンチャーズ・イン・ボイス・アクティング（2008年、製作総指揮）

### テレビアニメ（出演）
- 魔法騎士レイアース（1999年、モコナ）
- SAMURAI GIRL リアルバウトハイスクール（2002年）
- 藍より青し（2003年 - 2004年、ウズメ） - 2シリーズ
- 花右京メイド隊 La Verite（2005年、ヤキモチくんα）

### OVA（出演）
- 超獣伝説ゲシュタルト（2000年、フロスト・サラマンダー）

### 吹き替え（出演）
2001年
- ブローバック2 夕陽のギャングたち（リリー）

2002年
- 魔界転生 魔道変
- Zero WOMAN III 警視庁0課の女（ホステス）

### ドキュメンタリー（出演）
- アドベンチャーズ・イン・ボイス・アクティング（2008年、本人出演）